# 美唄炭山駅
美唄炭山駅（びばいたんざんえき）は、かつて北海道美唄市美唄炭山（現・美唄市東美唄町我路の沢）に存在した三菱鉱業美唄鉄道線（美唄鉄道）の駅（廃駅）である。

## 概要
1914年（大正3年）11月5日に開業し、1972年（昭和47年）5月31日に三菱鉱業美唄鉄道線（美唄鉄道）の廃線とともに廃止された。1924年（大正13年）11月14日までは、美唄鉄道の終着駅であった。

## 歴史
石狩石炭の石炭積込場の駅として開業。後に飯田美唄炭砿や、それを買収した三菱鉱業美唄炭砿の初期の主力坑であった一坑と二坑および三坑の選炭積込場を擁する、美唄の炭鉱発祥の駅であった。

### 年表
- 1914年（大正3年）11月5日：石狩石炭美唄軽便鉄道の終点駅の沼貝駅として開業。
- 1915年（大正4年）10月11日：（三菱合資系）美唄鉄道の駅となる。
- 1918年（大正7年）9月1日：美唄炭山駅に改称[1]。
- 1919年（大正8年）7月：三菱鉱業が当駅から北一ノ沢を経由して北二ノ沢へ到る炭鉱専用鉄道を敷設。
- 1924年（大正13年）11月15日：地方鉄道としての一般運輸営業が、当駅から北一ノ沢駅（同年12月15日より常盤台駅に改称）へ延伸したことにより、中間駅となる。
- 1950年（昭和25年）4月25日：三菱鉱業美唄鉄道の駅となる。
- 1952年（昭和27年）3月：北菱産業我路炭礦、三菱鉱業より三坑の隣接鉱区を租借し我路坑として出炭開始[2]。
- 1961年（昭和36年）
  - 5月：三菱美唄炭鉱、三坑を閉山し、北菱産業へ譲渡[3]。
  - 6月：三菱美唄炭礦、二坑と通洞坑を地中で連絡。出炭を通洞坑側（常盤台駅）に集約し、当駅からの積み込み廃止[4]。
- 1964年（昭和39年）9月：北菱産業我路炭礦我路坑が閉山[5]。当駅からの石炭出荷が無くなる。
- 1966年（昭和41年）頃：委託駅となる。
- 1970年（昭和45年）10月1日：無人化。
- 1972年（昭和47年）6月1日：三菱鉱業美唄鉄道線廃止により廃駅。

## 駅構造
駅舎は構内の我路側に寄っていて、南の丘陵に広がる炭鉱住宅街とは逆の北側、常盤台へ向かう道道美唄炭山線（現・道道135号）傍に小さな駅前広場を伴って置かれていた。一方、本線が常盤台まで伸びる前の状況と思われる図では、北側に多くの仕分けまたは留置線が敷かれ、ホームが南側に置かれていた記述があるが、事実関係は不明。またこの図では駅舎はなく、転車台を持っていたことが記されている。
当構内は東に長く伸び、構内西端は我路の沢を渡る直前から始まって、駅表側本線と駅裏側仕分けまたは留置線群の二手に分岐した。この分岐点付近から本線に沿って我路側へ、南側は仕分けまたは留置線側から分岐する引き上げ線、北側は本線から分岐して沼東中学校グランド（現・我路ファミリー公園）脇へ伸びる用途不明線があった。
我路の沢橋梁と現・道道135号の踏切を越すと構内が広がり、構内西側に駅舎とその前に置かれて少しカーブした単式ホーム1面と、副本線1本を挟んで、少し東側にずれた位置に置かれた上屋を持つ駅裏側片面使用の島状単式ホーム1面の、都合単式ホーム2面2線を有し、駅舎横の東側には給水タンクとアッシュピットを持つ蒸気機関車用の短い側線が1本と、2本の貨物積み降ろし用のスイッチバック状の引き込み線があり、駅裏側に5 - 6本の仕分けまたは留置線が敷かれていた。また、駅舎側から島式ホームの我路側端へ構内踏切で連絡していた。
構内東側には当駅開設以来1961年（昭和36年）頃まで、初期の三菱美唄炭鉱の主力坑だった一坑、二坑および三坑用の選炭機と積込みホッパーが置かれて、1937年（昭和12年）時点で4本、1947年（昭和22年）時点で3本の積込線が西の留置線群から伸びていた。
その後この選炭機とホッパーは撤去されて、戦後に構内西側駅裏の島式ホーム正面に設置され、留置線の内一番外側の線を積込線とした北菱産業我路炭礦我路坑の小規模な積み込み設備だけが残された。
当駅構内を過ぎ、常盤台へ向かう本線が90度のカーブを描いて北上する辺りには、その外側（東側）に坑木置場、内側（西側）に修繕工場があり、カーブ手前の東美唄川を渡る橋梁付近から分岐した当駅所轄の側線が、本線に沿ってそれぞれ伸びていた。

## 利用状況
| 乗車人員推移 | 乗車人員推移 |
| 年度         | 1日平均人数  |
| ------------ | ------------ |
| 1951         | 974          |
| 1960         | 1,124        |
| 1965         | 298          |
| 1966         | 521          |

## 駅周辺
2012年（平成24年）10月までは美鉄バス廃止を受けて美唄市民バスが美唄国設スキー場まで運行されていたが、現在は旧・東明駅付近のアルテピアッツァ美唄止まりとなっており、近辺への公共交通機関の定期運行はない。
- 美唄川
- 我路の沢
- 東美唄川（旧名・ウエンシリアンビバイ川）
- 北海道道135号美唄富良野線（旧・美唄炭山線）
- 美唄国設スキー場（レストハウスは旧・沼東中学校の体育館）
- 我路ファミリー公園（旧・沼東中学校のグランド跡地）

当駅西側で我路の沢が美唄川に合流する。我路から南側を並行してきた道道美唄炭山線（現・道道135号）が常盤台へ向かうために北側に位置を変える踏切はこの沢を渡った所にあり、それらの手前から当駅構内となる。
三菱美唄炭礦の一坑や二坑は東美唄川の奥深い上流域で操業していた。
1936年（昭和11年）時点で、一坑や二坑から当駅の選炭場（一坑から1.15 km、二坑から2.15 km）までは複線の輪車路が敷設され、一坑口 - 選炭場間は6 - 8tの蒸気機関車6台で、二坑口 - 一坑口間は3 - 5 tの電気機関車2台で運炭された。また三坑から（0.55 km）は別ルートでエンドレスにより送炭された。後に鴻之台では1952年（昭和27年）から三菱系の北菱産業我路炭礦が三坑を租借し、後に譲渡されて我路坑として1964年（昭和39年）まで操業した。坑口から当駅積込み設備まではトラックにて運炭した。
沿線域の旧市街地は、当駅裏に当たる南側、我路の沢の東側に当たる丘陵地に三坑口近くまで鴻之台炭鉱住宅街、西側に当たる丘陵地に番町炭鉱住宅街、間の我路の沢上流には、コンクリート製の円形体育館を2棟持っていた沼東小学校や、我路ノ沢炭鉱住宅街が置かれていた。また駅表に当たる北側の美唄川を挟んだ対岸の丘陵地は、小規模な職員用の楓ケ丘住宅地及び桜ケ丘住宅地の他はほとんど住宅はなかった。当駅東外れに当たる常盤台へと向かうカーブ周辺には、カーブの内側低地に宮ノ下商業地区、その西側丘陵地に月見台炭鉱住宅街、カーブの外側の東美唄川北側丘陵地に一坑口近くまで旭台炭鉱住宅街が広がっていた。

## 駅跡
北菱産業埠頭の美唄炭砿事務所の敷地の一つとなっている。廃止後は更地にされ、遺構は残されていないが、道路脇に枕木が放置されている。近くには我路ファミリー公園があり、三菱美唄資料館が建てられている。

## 隣の駅
三菱鉱業
美唄鉄道線
我路駅 - 美唄炭山駅 - 常盤台駅